# Hemidactylus
Hemidactylus, del griego clasico ἡμι- (hēmi-), "mitad", y δάκτυλος (dáktulos), "dedo", es un género de gecos de la familia Gekkonidae y es el segundo más numeroso en ella. Están distribuidos por las zonas tropicales o subtropicales del sur de Europa, África, Asia, Oceanía y Sudamérica.

## Especies
Se reconocen las siguientes 146 listadas alfabéticamente:
- Hemidactylus aaronbaueri Giri, 2008.
- Hemidactylus acanthopholis Mirza & Sanap, 2014.[3]
- Hemidactylus adensis Šmíd, Moravec, Kratochvíl, Nasher, Mazuch, Gvoždík & Carranza, 2015.[4]
- Hemidactylus agrius Vanzolini, 1978.
- Hemidactylus albituberculatus Trape, 2012.
- Hemidactylus albivertebralis Trape & Böhme, 2012.
- Hemidactylus albofasciatus Grandison & Soman, 1963.
- Hemidactylus albopunctatus Loveridge, 1947.
- Hemidactylus almakhwah Šmíd, Uvizl, Shobrak, Busais, Salim, AlGethami, AlGethami, Alanazi, Alsubaie, Rovatsos, Nováková, Mazuch & Carranza, 2022.[4]
- Hemidactylus alkiyumii Carranza & Arnold, 2012.
- Hemidactylus amarasinghei Sayyed, Khot & Purkayastha, 2025[5]
- Hemidactylus anamallensis (Günther, 1875).
- Hemidactylus angulatus Hallowell, 1854.
- Hemidactylus ansorgii Boulenger, 1901.
- Hemidactylus aporus Boulenger, 1906.
- Hemidactylus aquilonius Zug & Mcmahan, 2007.
- Hemidactylus arnoldi Lanza, 1978.
- Hemidactylus awashensis Šmíd, Moravec, Kratochvíl, Nasher, Mazuch, Gvoždík & Carranza, 2015.[4]
- Hemidactylus barbierii Sindaco, Razzetti & Ziliani, 2007.
- Hemidactylus barodanus Boulenger, 1901.
- Hemidactylus bavazzanoi Lanza, 1978.
- Hemidactylus bayonii Bocage, 1893.
- Hemidactylus beninensis Bauer, Tchibozo, Pauwels & Lenglet, 2006.
- Hemidactylus biokoensis Wagner, Leaché & Fujita, 2014.[6]
- Hemidactylus bouvieri (Bocourt, 1870).
- Hemidactylus bowringii (Gray, 1845).
- Hemidactylus brasilianus (Amaral, 1935).
- Hemidactylus brookii Gray, 1845.
- Hemidactylus chikhaldaraensis Agarwal, Bauer, Giri & Khandekar, 2019.[7]
- Hemidactylus citernii Boulenger, 1912.
- Hemidactylus coalescens Wagner, Leaché & Fujita, 2014.[6]
- Hemidactylus craspedotus Mocquard, 1890.
- Hemidactylus curlei Parker, 1942.
- Hemidactylus dawudazraqi Moravec, Kratochvíl, Amr, Jandzik, Šmíd & Gvoždík, 2011.
- Hemidactylus depressus Gray, 1842.
- Hemidactylus dracaenacolus Rösler & Wranik, 1999.
- Hemidactylus echinus O’Shaughnessy, 1875.
- Hemidactylus endophis Carranza & Arnold, 2012.
- Hemidactylus eniangii Wagner, Leaché & Fujita, 2014.[6]
- Hemidactylus farasani  Šmíd, Uvizl, Shobrak, Busais, Salim, AlGethami, AlGethami, Alanazi, Alsubaie, Rovatsos, Nováková, Mazuch & Carranza, 2022.[8]
- Hemidactylus fasciatus Gray, 1842.
- Hemidactylus festivus Carranza & Arnold, 2012.
- Hemidactylus flavicaudus Lajmi, Giri, Singh & Agarwal, 2020.[9]
- Hemidactylus flaviviridis Rüppell, 1835.
- Hemidactylus forbesii Boulenger, 1899.
- Hemidactylus foudaii Baha El Din, 2003.
- Hemidactylus frenatus Schlegel, 1836.
- Hemidactylus funaiolii Lanza, 1978.
- Hemidactylus garnotii Duméril & Bibron, 1836.
- Hemidactylus giganteus Stoliczka, 1871.
- Hemidactylus gleadowi Murray, 1884.
- Hemidactylus gracilis Blanford, 1870.
- Hemidactylus granchii Lanza, 1978.
- Hemidactylus graniticolus Agarwal, Giri & Bauer, 2011.
- Hemidactylus granosus (Heyden, 1827).
- Hemidactylus granti Boulenger, 1899.
- Hemidactylus greeffii Bocage, 1886.
- Hemidactylus gujaratensis Giri, Bauer, Vyas & Patil, 2009.
- Hemidactylus hajarensis Carranza & Arnold, 2012.
- Hemidactylus homoeolepis Blanford, 1881.
- Hemidactylus hunae Deraniyagala, 1937.
- Hemidactylus imbricatus (Bauer, Giri, Greenbaum, Jackman, Dharne & Shouche, 2008).
- Hemidactylus inexpectatus Carranza & Arnold, 2012.
- Hemidactylus inintellectus Sindaco, Ziliani, Razzetti, Pupin, Grieco, 2009.
- Hemidactylus isolepis Boulenger, 1895.
- Hemidactylus ituriensis Schmidt, 1919.
- Hemidactylus jubensis Boulenger, 1895.
- Hemidactylus jumailiae Busais & Joger, 2011.
- Hemidactylus kamdemtohami Bauer & Pauwels, 2002.
- Hemidactylus karenorum (Theobald, 1868).
- Hemidactylus kolliensis Agarwal, Bauer, Giri & Khandekar, 2019.[7]
- Hemidactylus klauberi Scortecci, 1948.
- Hemidactylus kundaensis Chirio & Trape, 2012.
- Hemidactylus kushmorensis Murray, 1884.
- Hemidactylus kyaboboensis Wagner, Leaché & Fujita, 2014.[6]
- Hemidactylus laevis Boulenger, 1901.
- Hemidactylus lamaensis Ullenbruch, Grell & Böhme, 2010.
- Hemidactylus lankae Deraniyagala, 1953.
- Hemidactylus laticaudatus Andersson, 1910.
- Hemidactylus lavadeserticus Moravec & Böhme, 1997.
- Hemidactylus lemurinus Arnold, 1980.
- Hemidactylus leschenaultii Duméril & Bibron, 1836.
- Hemidactylus longicephalus Bocage, 1873.
- Hemidactylus lopezjuradoi Arnold, Vasconcelos, Harris, Mateo & Carranza, 2008.
- Hemidactylus luqueorum Carranza & Arnold, 2012.
- Hemidactylus mabouia (Moreau De Jonnès, 1818).
- Hemidactylus macropholis Boulenger, 1896.
- Hemidactylus maculatus Duméril & Bibron, 1836.
- Hemidactylus makolowodei Bauer, Lebreton, Chirio, Ineich & Talla Kouete, 2006.
- Hemidactylus mandebensis Šmíd, Moravec, Kratochvíl, Nasher, Mazuch, Gvoždík & Carranza, 2015.[4]
- Hemidactylus masirahensis Carranza & Arnold, 2012.
- Hemidactylus matschiei (Tornier, 1901).
- Hemidactylus megalops Parker, 1932.
- Hemidactylus mercatorius Gray, 1842.
- Hemidactylus mindiae Baha El Din, 2005.
- Hemidactylus minutus Vasconcelos & Carranza, 2014.[10]
- Hemidactylus modestus (Günther, 1894)
- Hemidactylus mrimaensis Malonza & Bauer, 2014.[11]
- Hemidactylus multisulcatus Sayyed, Kirubakaran, Khot, Adhikari, Sayyed, Sayyed, Purkayastha, Deshpande & Sulakhe, 2023.[12]
- Hemidactylus muriceus Peters, 1870.
- Hemidactylus newtoni Ferreira, 1897.
- Hemidactylus ophiolepis Boulenger, 1903.
- Hemidactylus ophiolepoides Lanza, 1978.
- Hemidactylus oxyrhinus Boulenger, 1899.
- Hemidactylus pakkamalaiensis Narayanan, Christopher, Raman, Mukherjee, Vimalraj & Deepak, 2023.[13]
- Hemidactylus palaichthus Kluge, 1969.
- Hemidactylus parvimaculatus Deraniyagala, 1953.
- Hemidactylus paucifasciatus Mohapatra, Agarwal, Mohalik, Dutta & Khandekar, 2023.[14]
- Hemidactylus paucituberculatus Carranza & Arnold, 2012.
- Hemidactylus persicus Anderson, 1872.
- Hemidactylus pieresii Kelaart, 1852.
- Hemidactylus platycephalus Peters, 1854.
- Hemidactylus platyurus (Schneider, 1792).
- Hemidactylus prashadi Smith, 1935.
- Hemidactylus principensis Miller, Sellas & Drewes, 2012.
- Hemidactylus pseudomuriceus Henle & Böhme, 2003.
- Hemidactylus puccionii Calabresi, 1927.
- Hemidactylus pumilio Boulenger, 1899.
- Hemidactylus quartziticolus Khandekar, Thackeray, Mariappan, Gangalmale, Waghe, Pawar & Agarwal, 2023.[15]
- Hemidactylus reticulatus Beddome, 1870.
- Hemidactylus richardsonii (Gray, 1845).
- Hemidactylus robustus Heyden, 1827.
- Hemidactylus romeshkanicus Torki, 2011.
- Hemidactylus ruspolii Boulenger, 1896.
- Hemidactylus saba Busais & Joger, 2011.
- Hemidactylus sankariensis Agarwal, Bauer, Giri & Khandekar, 2019.[7]
- Hemidactylus sataraensis Giri & Bauer, 2008.
- Hemidactylus scabriceps (Annandale, 1906).
- Hemidactylus shihraensis Busais & Joger, 2011.
- Hemidactylus sinaitus Boulenger, 1885.
- Hemidactylus smithi Boulenger, 1895.
- Hemidactylus somalicus Parker, 1932.
- Hemidactylus squamulatus Tornier, 1896.
- Hemidactylus stejnegeri Ota & Hikida, 1989.
- Hemidactylus tanganicus Loveridge, 1929.
- Hemidactylus tasmani Hewitt, 1932.
- Hemidactylus taylori Parker, 1932.
- Hemidactylus tenkatei Lidth De Jeude, 1895.
- Hemidactylus thayene Zug & Mcmahan, 2007.
- Hemidactylus treutleri Mahony, 2009.
- Hemidactylus triedrus (Daudin, 1802).
- Hemidactylus tropidolepis Mocquard, 1888.
- Hemidactylus turcicus (Linnaeus, 1758).
- Hemidactylus ulii Šmíd, Moravec, Kratochvíl, Gvoždík, Nasher, Busais, Wilms, Shobrak & Carranza, 2013.
- Hemidactylus vietnamensis Darevsky, Kupriyanova & Roshchin, 1984.
- Hemidactylus xericolus Lajmi, Giri, Singh & Agarwal, 2020.[9]
- Hemidactylus yerburii Anderson, 1895.